# Mikelete
Els mikeletes ("praka-gorri" o "txapel-gorri" pantalons vermells o gorres vermelles en basc) és un grup policial dependent de la Diputació Foral de Guipúscoa que també donava nom a la l'actual Guàrdia Foral de Biscaia.
Els principals objectius eren el manteniment de la pau pública, persecució de malfactors i, des del segle xix, òrgan de recaptació d'impostos. Actualment les seves funcions s'han reduït a la vigilància dels edificis forals, el Consell Provincial i els diputats provincials. Actualment els 4 mikeletes depenen orgànicament de l'Ertzaintza però estan assignats com a agents de la Diputació Foral de Guipúscoa.

## Història

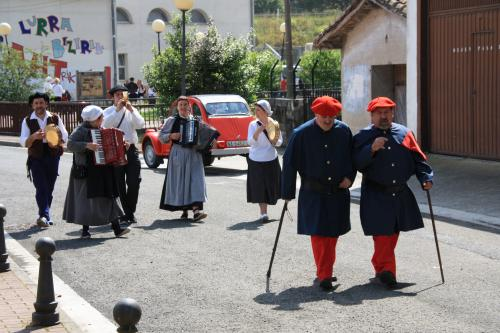
Mikeleteak als carrers d'Alegia, 2009.

Durant la Guerra de la Convenció s'hi havia establert al país un cos de mikeletes, i el 24 de setembre de 1839 foren constituïts com a Societat de Seguretat i Protecció Pública dependent de la Diputació Foral de Biscaia amb antics veterans de la Primera Guerra Carlina.
Malgrat les dificultats entre 1841 i 1844 es van constituir i durant la Tercera Guerra Carlina, el 16 de juliol de 1876 es va formar un batalló de voluntaris mikeletes que va patir nombroses baixes.
El 23 de juny de 1937, després de la campanya de Guipúscoa de la Guerra Civil Espanyola el general Germán Gil Yuste va suprimir el concert econòmic i va dissoldre els mikeletes de Biscaia i Guipúscoa, puix que majoritàriament donaren suport al Govern d'Euzkadi.
L'any 2012 va ser destituït Martín Garitano Larrañaga, adjunt general de la secció de mikeletes, i el cos fou integrat com a agents de l'Ertzaintza. Després de les eleccions a les Juntes Generals del País Basc de 2015 el nou govern foral va restaurar els mikeletes.